# Synopeas reticulatifrons
Synopeas reticulatifrons är en stekelart som beskrevs av Peter Neerup Buhl 2002. Synopeas reticulatifrons ingår i släktet Synopeas och familjen gallmyggesteklar. Inga underarter finns listade i Catalogue of Life.